# ストレーナー

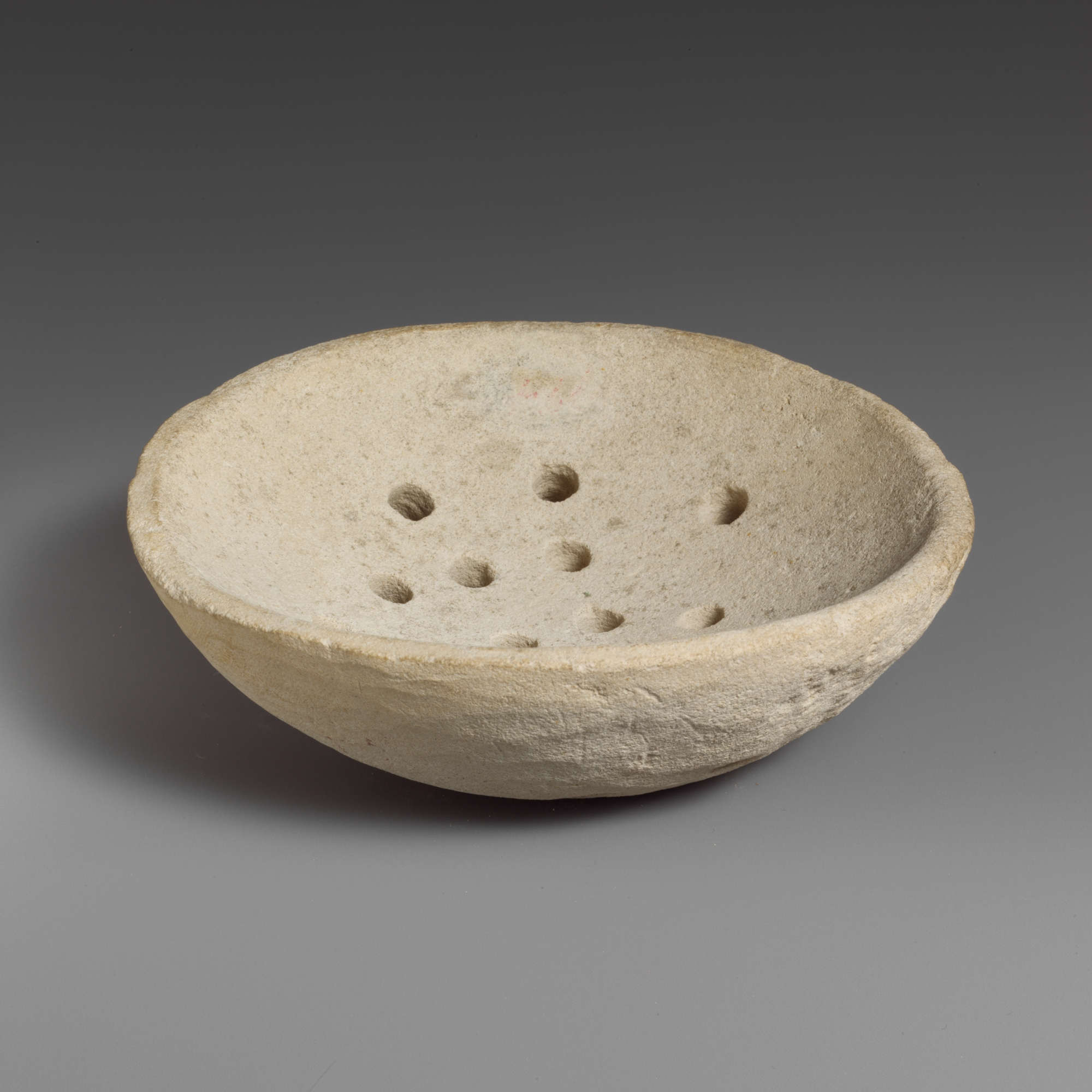
古代ギリシアや古代ローマの石灰岩製のストレーナー

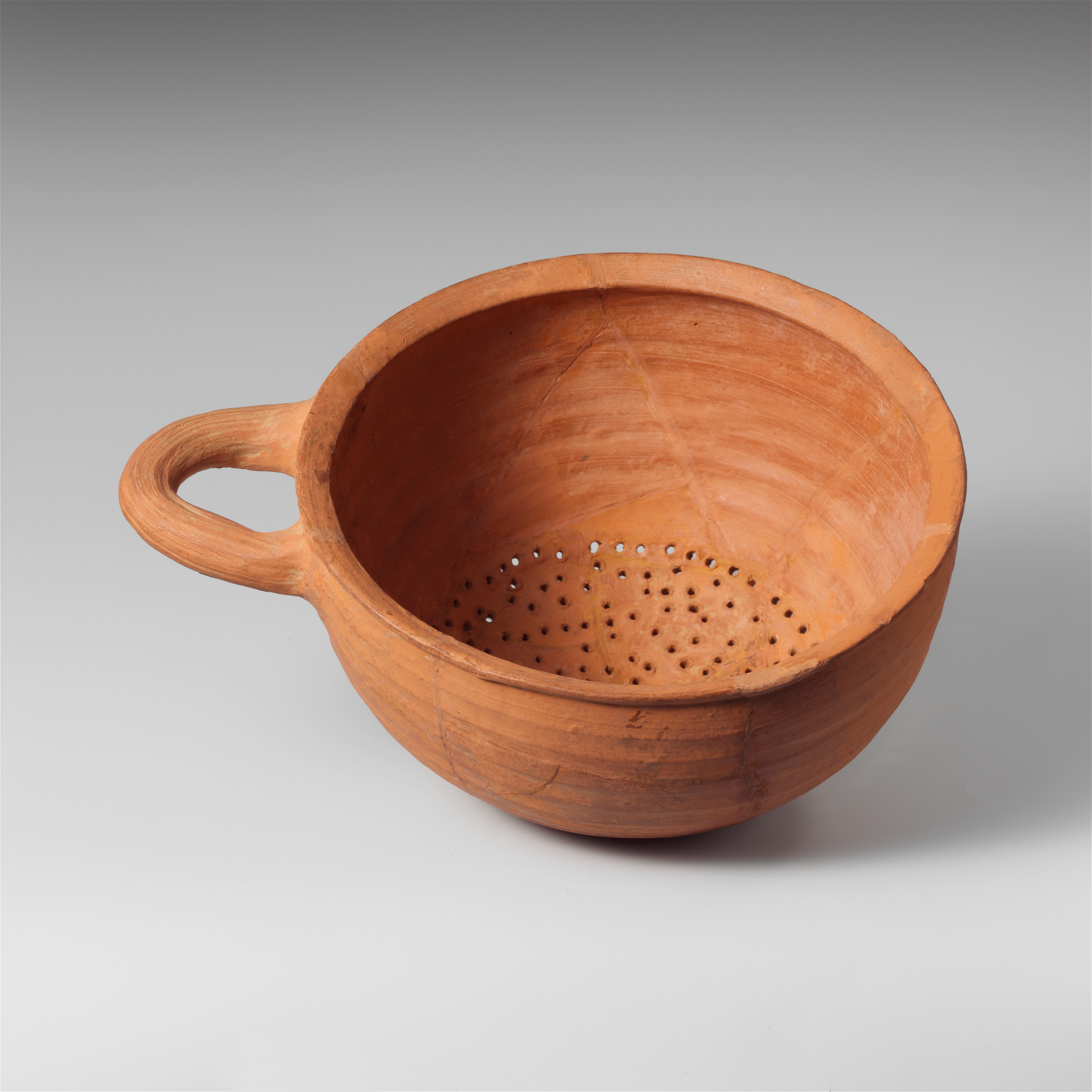
紀元前6世紀のテラコッタ製のストレーナー

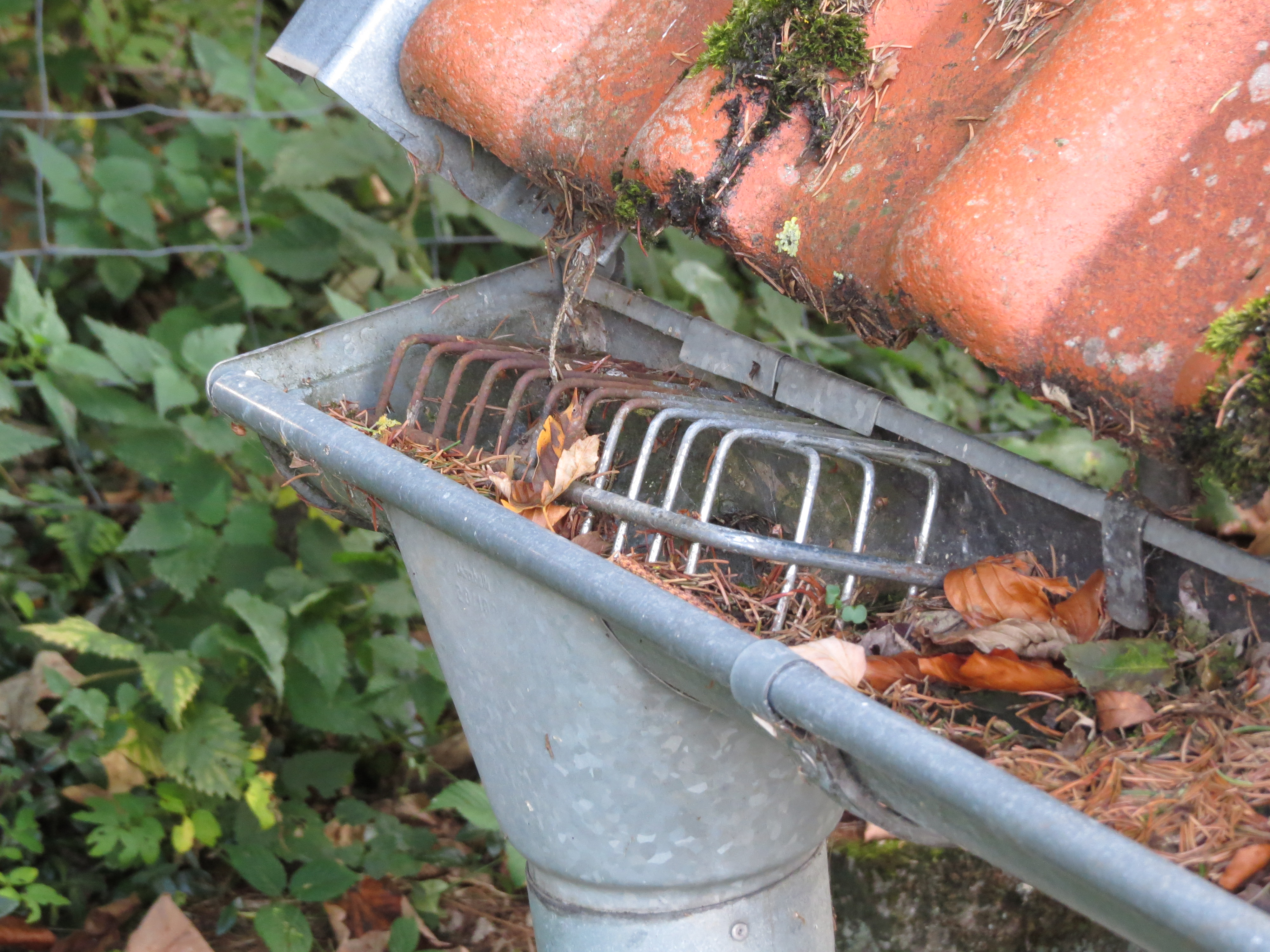
現代の雨どいのストレーナー

ストレーナー（英: strainer）は、液体から固形成分を取り除くために用いる網状の器具全般。
英語で「ストレーナー」というと上述のものを広く指し、日本語で「ざる」「篩」などと呼ぶものも含めて指す。
日本においては「ざる」や「茶漉し」という語彙もあるので、和の文化の文脈では「ストレーナー」を避け日本語の語彙を使い、日本以外の文化を導入している文脈では「ストレーナー」を使う、といった使い分けがされる傾向がある。例えば日本語では日本茶を注ぐときに用いる濾し器は「茶漉し」と呼ばれる傾向がある。だが紅茶やハーブティーなどの場合は「ティーストレーナー」という呼ぶ人も多い。和風の料理に使う水切り道具は「ざる」と呼ぶが、洋風料理の場合は「ストレーナー」と呼ぶ場合がある。工業製品では「ストレーナー」と呼ばれる傾向がある。

## 調理器具、テーブル器具
カクテルを作るときに用いるシェイカーの部品にはストレーナーが含まれる。グラスに注ぐ際に氷がこぼれないようにする効果がある。また、ソースを漉したり、小麦粉を振るったり、粉砂糖やココアなどのふるいに使うストレーナーもある。
- 古代ローマ、紀元前1世紀ころの、ワイン用ストレーナー
- マンハッタンのJewish Museum所蔵、ストレーナーつきjug
- 右下。ワインづくりのためのブロンズ製ストレーナー（1世紀ころ、ウェールズ）
- ティーセット。右下が紅茶を入れるためのティーストレーナー
- カクテル・ストレーナー
- 調理用strainer。この意味ではsieveとも呼ぶ。
- ストレーナー・スプーン
- 銀のストレーナー。大英博物館所蔵品。
- 18世紀のウェッジウッド製ストレーナー
- 古風なグレープジュースづくりを守り、ぶどうの絞り汁をストレーナーへ通し固形物を取り除く男性（1939年）

## 台所まわり
- 台所のシンクのストレーナー
- シンクのストレーナー

## 工業製品

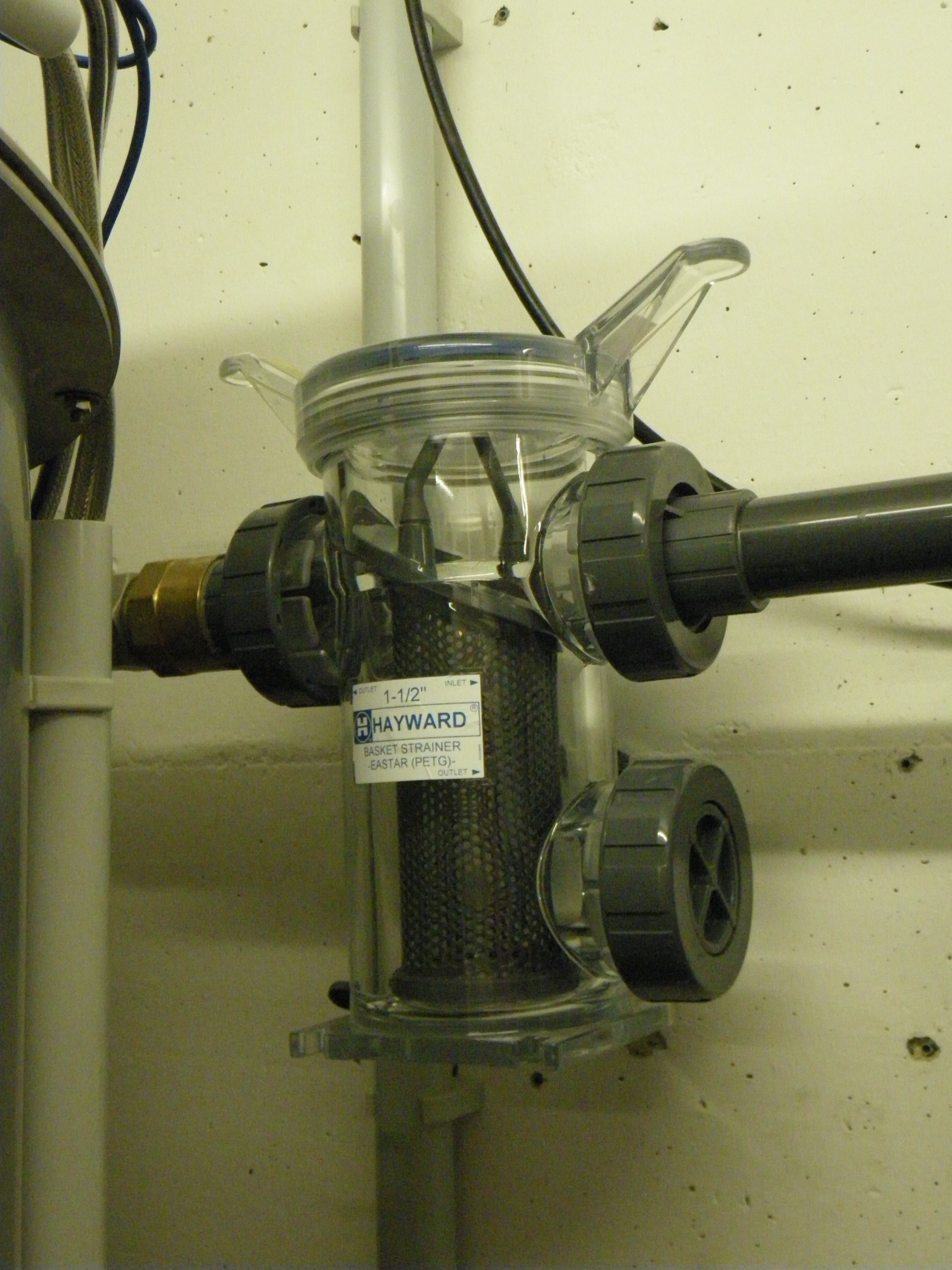
バスケット・ストレーナー

常時稼動が必要な配管系統の場合、ストレーナーを二重系統として一方を使用しながらもう一方を整備することにより稼動を継続できる。
ストレーナーは空調機器、トイレのロータンク給水部分、流し台の排水口など、流体が流れる配管に取り付けられている。

## 機械工学
機械や設備で流体中のごみを濾しとる部品には、吸気用の「エアストレーナー」、燃料用の「フューエルストレーナー」、エンジンオイルやATF用の「オイルストレーナー」などがある。これらは単に「ストレーナー」と呼ぶこともあるほか、「フィルター」やフィルターを含む部品という意味で「エレメント」と呼ぶこともある。

## 水槽の濾過装置

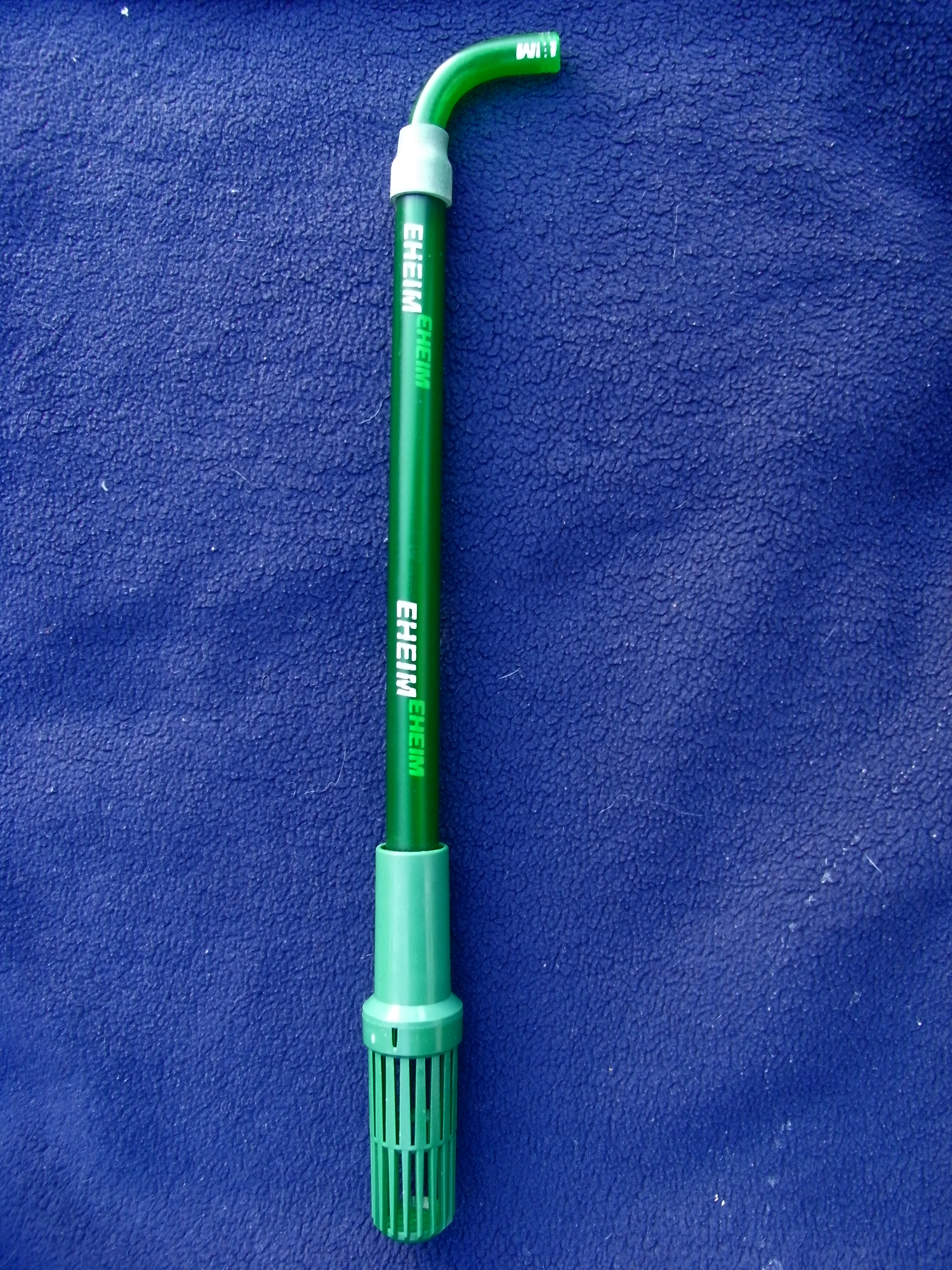
観賞魚飼育水槽用のストレーナー（下部先端部品）と吸水パイプ）

熱帯魚などを飼育する水槽の濾過装置で、水槽に入れる吸水パイプの先端部にはストレーナーが付く。小さな穴が均等に空けられており、水中の固形物が濾過装置内に侵入することを防いでいる。より細かい固形物を仕分けたり、小さな生物が濾過装置に入り込むことを防ぐため、ストレーナースポンジと呼ばれるスポンジを取り付けることもある。

## 水処理機器の部品
濾過装置やイオン交換塔などの内部装置に取り付ける。
供給水の散水や、濾過液の集水を行うための部品。
内部充填材層からの均等集配水をおこなう。
- BD25型 ストレーナー
- BD20型 ストレーナー
- BR型 ストレーナー